# Saint-Martin-le-Mault
Saint-Martin-le-Mault este o comună în departamentul Haute-Vienne din centrul Franței. În 2009 avea o populație de 120 de locuitori.

## Evoluția populației
| An        | 1975 | 1982 | 1990 | 1999 | 2006 | 2009 |
| --------- | ---- | ---- | ---- | ---- | ---- | ---- |
| Populație | 202  | 179  | 159  | 127  | 132  | 120  |